# Michał Wohlman
Michał Wohlman (ur. ?, zm. ?) – pracował w firmie kupieckiej Macieja Bartscha (Barszcza) pochodzącego z Opawy. W 1740 r. przyjął prawo miejskie Krakowa. W 1747 r. został ławnikiem, a potem rajcą miejskim. W pierwszych demokratycznych wyborach władz miejskich powierzono mu stanowisko wiceprezydenta u boku Franciszka Wielopolskiego. Urząd sprawował od 14 kwietnia do września 1792 r. Po zwycięstwie Targowicy, II rozbiorze Polski na mocy uchwały sejmu grodzieńskiego w marcu 1794 r. wybrany został wójtem miasta na 4-letnią kadencję.
Po wybuchu insurekcji kościuszkowskiej na rozkaz Tadeusza Kościuszki 24 kwietnia 1794 r. przywrócono magistrat wybrany w 1792 r. Do Franciszka Wielopolskiego wysłano zaproszenie, który mimo obietnicy powrotu w Krakowie się nie pojawił. W tej sytuacji zebraniom Magistraru przewodniczył Michał Wolhman sprawując w mieście władzę prezydenta do dnia 14 czerwca 1794 r. 15 czerwca 1794 r. w imieniu władz miejskich Michał Wolhman i Maciej Bajer podpisali kapitulację Krakowa przed wojskami pruskimi.
Źródło: „Dzieje Krakowa” t.2 pod redakcją Jana Małeckiego i Janiny Bieniarzówny. Wyd. Literackie Kraków 1984r